# Donnie Van Zant
Donnie Van Zant —nombre completo: Donald Newton Van Zant— (Jacksonville, Florida, Estados Unidos, 11 de junio de 1952) es un guitarrista y vocalista de rock estadounidense.  Él es conocido mayormente por ser el miembro fundador de la banda 38 Special.  Su hermano mayor, Ronnie Van Zant, fue el cantante original de Lynyrd Skynyrd hasta su muerte en 1977. Actualmente, Johnny Van Zant, su hermano menor, es el vocalista de dicha banda.

## Carrera artística

### Primera etapa con 38 Special: 1975 - 1985
Donnie Van Zant fundó en su tierra natal la banda 38 Special junto a Don Barnes, cantante principal y guitarrista del grupo, el guitarrista Jeff Carlisi, el bajista Ken Lyons y los bateristas Jack Grondion y Steve Brookins, esto en 1975.  Con esta formación, 38 Special sólo grabó dos discos llamados 38 Special y Special Delivery. Lyons se retiró de la banda en 1979 y fue reemplazado por Larry Junstrom.
Van Zant grabó con 38 Special los álbumes más exitosos de la agrupación: Rockin' Into the Night, Wild-Eyed Southern Boys, Special Forces, Tour de Force y Strength in Numbers, publicados en 1980, 1981, 1982, 1984 y 1986 respectivamente.

### Van Zant: primera etapa
En 1985, Donnie decidió formar un grupo junto a su hermano Johnny nombrado Van Zant.  En el mismo año lanzaron su álbum debut homónimo. Sin embargo, los Van Zant se separaron debido a que Johnny se unió a Lynyrd Skynyrd en 1987.

### Segunda etapa con 38 Special
Al desintegrarse Van Zant, Donnie regresó a 38 Special y grabó Rock and Roll Strategy, siendo éste el último éxito de la banda. Ya en 1991, Van Zant grabó el álbum Bone Against Steel, publicado en el mismo año sin obtener algún reconocimiento. Seis años después, 38 Special grabó Resolution. En 2001 y 2004 salieron los discos Wild-Eyed Christmas Night y Drivetrain. El primero contiene temas navideños, mientras que el segundo es una producción con nuevos temas. 

### El regreso de Van Zant
Los hermanos Van Zant se volvieron a integrar en 1998 y publicaron Brother to Brother. En 2001 lanzaron Van Zant II y cuatro años después Get Right with the Man, su primera producción de música country. My Mind of Country salió a la venta en 2007, siendo el último disco de estudio de los Van Zant.

## Presente
Actualmente, Donnie sigue colaborando con 38 Special, aunque en 2013 tuvo graves problemas de salud y no está realizando conciertos con la banda.  Sin embargo, sigue contribuyendo con el grupo escribiendo y grabando nuevos temas.

## Discografía

### 38 Special
- 1977: 38 Special
- 1978: Special Delivery
- 1980: Rockin' Into the Night
- 1981: Wild-Eyed Southern Boys
- 1982: Spcial Forces
- 1984: Tour de Force
- 1986: Strength in Numbers
- 1988: Rock and Roll Strategy
- 1991: Bone Against Steel
- 1997: Resolution
- 2004: Drivetrain

### Van Zant
- 1985: Van Zant
- 1998: Brother to Brother
- 2001: Van Zant II
- 2005: Get Right with the Man
- 2007: My Mind of Country